# CAE 510
La CAE 510 est le nom d'un ordinateur fabriqué à partir de 1962 par la Compagnie européenne d'automatisme électronique. Il s'agissait d'une adaptation de la machine américaine Ramo-Wooldridge RW 530 et destinée au marché civil.

## Éléments techniques
Cette machine disposait d'une mémoire à tores de ferrite composée de mots de 18 bits plus un bit de parité.
Une configuration classique comportait les périphériques suivants :
- lecteur de cartes perforées,
- Perforateur de cartes perforées,
- lecteur de ruban perforé optique,
- perforateur de ruban,
- dérouleur de bandes magnétiques,
- machine à écrire IBM "à boule" qui servait d'organe de dialogue et d'impression.

## Logiciels
Cette machine ne possédait pas de système d'exploitation.
La programmation en langage machine se faisait à deux niveaux : un langage de base très rudimentaire et un jeu de macro-instructions.
Les langages disponibles étaient les suivants :
- un interpréteur Algol 60,
- un compilateur Fortran.

Un interpréteur LISP avait également été développé

## Utilisation
La CAE 510 a servi notamment dans des centres de recherche et par exemple :
- Le Laboratoire central des ponts et chaussées (1964-1969) pour des études de stabilité des talus, la stabilité des tunnels, la modélisation des chaussées en ciment[2], etc.
- Le Laboratoire de Biométrie de l'université de Lyon, entre 1971 et 1974[3]
- Les facultés de Nancy[4] se partageaient une configuration de base (telle que celle qui est décrite plus haut).
- Le Commissariat à l'énergie atomique pour des utilisations individuelles[5], et par exemple pour une Chambre à bulles à Saclay.

On la retrouve aussi dans des contextes liés à la Défense nationale :
- Ministère d'état chargé de la défense nationale ;
- Base aérienne 721 Rochefort-Saint Agnant.

Enfin, elle a également été utilisée dans des contextes industriels :
- Mise en page des journaux Le Figaro et Paris-Normandie ;
- À la Régie Renault, pour piloter une fraiseuse et une table traçante ;
- À la Société européenne de propulsion, sur un banc de test pour les moteurs des avions Mirage.